# Tim Rohrmann
Tim Rohrmann (* 1963 in Hamburg) ist ein deutscher Psychologe.

## Leben
Nach dem Abitur am Gymnasium Osterbek studierte der Sohn Bernd Rohrmanns von 1987 bis 1993 Psychologie an der TU Braunschweig. Er bildete sich in Integrativer Therapie/Gestaltpsychotherapie weiter. Langjährig war freiberuflich in Fortbildung und Beratung sowie in Forschungs- und Praxisprojekten zu Entwicklung und Pädagogik im Elementar- und Primarbereich tätig. Seit 2001 leitet er Wechselspiel – Institut für Pädagogik und Psychologie in Denkte bei Wolfenbüttel. 2008 legte er die Dissertation an der Universität Oldenburg zum Thema Zwei Welten? Geschlechtertrennung in der Kindheit: Empirische Forschung und Pädagogische Praxis im Dialog vor. Von 2014 bis 2018 lehrte er als Professor für Bildung und Entwicklung im Kindesalter an der EHS Dresden. Seit 2018 hat er die Professur für Kindheitspädagogik an der HAWK Hildesheim inne.
Seine Interessengebiete sind Entwicklungspsychologie, Gender, Geschlechterbewusste Pädagogik, Bildung und Bildungsauftrag in Kitas und Grundschule, Konfliktlernen & Prävention. Er ist mit Sabine Rohrmann verheiratet und Vater zweier Töchter.

## Schriften (Auswahl)
- Junge, Junge – Mann, o Mann. Die Entwicklung zur Männlichkeit (= rororo-Sachbuch. Band 9671). Rowohlt, Reinbek bei Hamburg 1994, ISBN 3-499-19671-9.
- mit Peter Thoma: Jungen in Kindertagesstätten. Ein Handbuch zur geschlechtsbezogenen Pädagogik. Lambertus, Freiburg im Breisgau 1998, ISBN 3-7841-1053-3.
- Echte Kerle. Jungen und ihre Helden. (= rororo-Sachbuch. Band 60947). Rowohlt, Reinbek bei Hamburg 2001, ISBN 3-499-60947-9.
- mit Christel van Dieken und Verena Sommerfeld: Richtig streiten lernen. Konfliktlösungsverhalten von Mädchen und Jungen in Kindertageseinrichtungen. Lambertus, Freiburg im Breisgau 2004, ISBN 3-7841-1470-9.
- mit Sabine Rohrmann: Hochbegabte Kinder und Jugendliche. Diagnostik – Förderung – Beratung. E. Reinhardt, München/Basel 2005, ISBN 3-497-01786-8.
  - mit Sabine Rohrmann: Hochbegabte Kinder und Jugendliche. Diagnostik – Förderung – Beratung. 2. vollständig überarbeitete Auflage, E. Reinhardt, München/Basel 2010, ISBN 978-3-497-02189-5.
- Zwei Welten? – Geschlechtertrennung in der Kindheit. Forschung und Praxis im Dialog. Budrich, Opladen/Farmington Hills 2008, ISBN 3-940755-14-1 (zugleich Dissertation, Oldenburg 2008).
- Gender in Kindertageseinrichtungen. Ein Überblick über den Forschungsstand (= Wissenschaftliche Texte. Deutsches Jugendinstitut). DJI, München 2009, ISBN 978-3-935701-43-3.
- Individuelle Förderung begabter Grundschüler. Evaluation eines Schulversuchs. VS Verlag für Sozialwissenschaften, Wiesbaden 2009, ISBN 978-3-531-16756-5.
- als Herausgeber mit Josef Christian Aigner: Elementar – Männer in der pädagogischen Arbeit mit Kindern. Abschlussbericht des FWF-Forschungsprojekts P 20621-G14 "Public fathers" – Austrian's male workforce in child care (2008–2010). Budrich, Opladen/Berlin/Toronto 2012, ISBN 3-86649-488-2.
- als Herausgeber mit Michael Cremers, Stephan Höyng und Jens Krabel: Männer in Kitas. Budrich, Opladen/Berlin/Toronto 2012, ISBN 3-8474-0009-6.
- mit Christa Wanzeck-Sielert: Jungen und Mädchen in der KiTa. Körper, Gender, Sexualität. Kohlhammer, Stuttgart 2014, ISBN 3-17-022122-1.
  - mit Christa Wanzeck-Sielert: Jungen und Mädchen in der KiTa. Körper, Gender, Sexualität. Kohlhammer, Stuttgart 2018, ISBN 3-17-033423-9.
- mit Sabine Rohrmann: Begabte Kinder in der KiTa. Kohlhammer, Stuttgart 2017, ISBN 3-17-029346-X.